# Carino

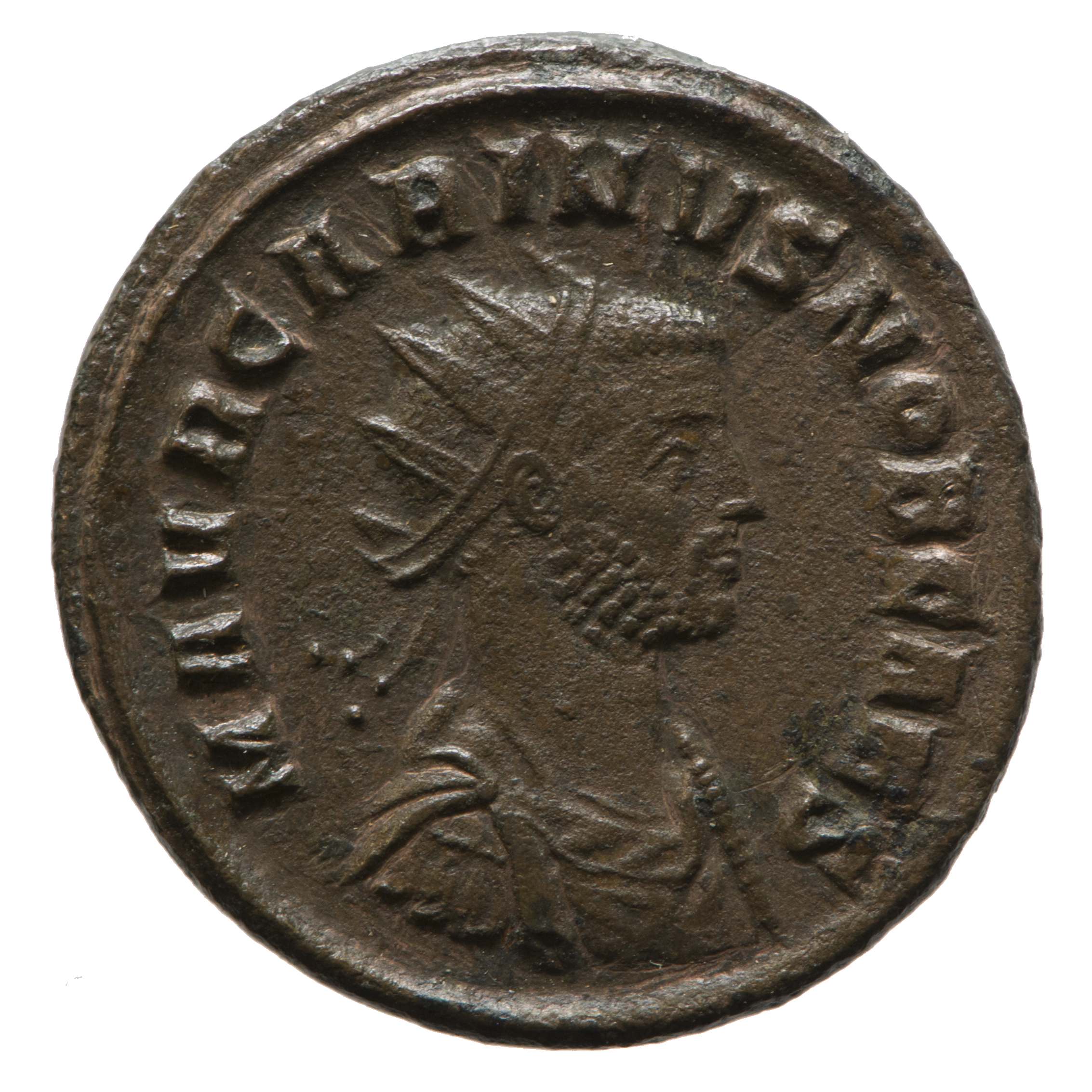
Moneda de 283 con efigie de Carino.

Marco Aurelio Carino (en latín, Marcus Aurelius Carinus, c. 250 - 285), conocido comúnmente como Carino, fue un emperador romano que gobernó desde 283 hasta su muerte, en julio de 285. Era el primogénito del emperador Caro, quien al llegar al poder le nombró césar junto a su hermano Numeriano y le puso al cargo del gobierno de la parte occidental del Imperio mientras que este último y él partían a oriente a enfrentarse al Imperio sasánida. Después de la muerte de su padre y hermano, Carino se opuso a la proclamación de Diocleciano por las legiones orientales, pero en la batalla del Margus, en el valle del río Gran Morava, un afluente del Danubio, en julio de 285, fue derrotado y asesinado. Posteriormente a su muerte la propaganda de su oponente, Diocleciano, se encargó de hacer públicos diversos relatos de carácter peyorativo acerca de su carácter y de su carrera.
Carino lució los apelativos honoríficos de «Germánico Máximo», «Pérsico Máximo» y «Británico Máximo».

## Biografía

### Nombramiento como césar
Marco Aurelio Carino nació alrededor del año 250, aunque no se tiene constancia de sus primeros años. En 282, las legiones estacionadas en las provincias de Recia y Nórico, proclamaron al padre de Carino, Marco Aurelio Caro, emperador, quien en ese entonces servía como prefecto del pretorio, y en consecuencia, encabezó una sublevación contra el emperador Probo. El ejército de este último, ubicado en la ciudad panonia de Sirmio (en la actualidad Sremska Mitrovica, Serbia) decidió que no quería luchar contra Caro, por lo que terminaron asesinando a Probo.
En el momento del ascenso de su padre a la púrpura imperial, Carino era ya un varón adulto. Estuvo casado con una mujer llamada Magnia Úrbica, con quien pudo tener un hijo llamado Nigriniano. Poco después de la proclamación de Caro en septiembre de 282, este último confirió a sus dos hijos los títulos de «césares nobles» (en latín: nobilissimi Caesaris) y el de «príncipes de la juventud» (en latín: princepes iuventutis). A finales de 282, Caro y Numeriano viajaron a Oriente para organizar una campaña contra los persas. En el camino, derrotaron a los cuados y a los sármatas, en honor a los cuales recibieron junto a Carino, quien no participó en la contienda ya que se quedó en Roma junto a sus asesores para administrar los asuntos de las provincias occidentales, el apelativo honorífico de «Germánico Máximo» (en latín: Germanicus Maximus). La Historia Augusta cuenta que Caro se encontraba afligido por haber dejado a Carino como príncipe de Occidente, así como el deseo del emperador de privar a su hijo mayor del título de césar. A diferencia de los césares menores de la época, Carino recibió honores imperiales y en las monedas emitidas a su nombre se le representaba con una corona de laurel.
Carino ejerció el cargo de cónsul ordinario junto a su padre en 283 y más tarde, a principios de año, tras la victoria sobre los persas, fue elevado a augusto. Además, Caro y sus hijos aceptaron el apelativo honorífico de «Pérsico Máximo» (en latín: Persicus maximus). También se acuñaron monedas en la provincia de Galia Lugdunense en honor a la restauración de la paz que muestran a padre e hijo juntos. La colegialidad entre Caro y Carino, al igual que la de Galieno y Valeriano, sirvió como bastión dinástico para el nuevo régimen y aseguró la presencia del emperador en dos lugares al mismo tiempo. Aparentemente, Carino era el heredero favorito de Caro ya que, al parecer, tenía una gran capacidad administrativa y militar, a diferencia de su hermano menor Numeriano.

### Reinado junto a Numeriano y muerte

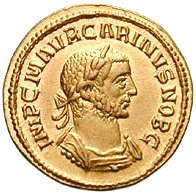
Áureo con efigie de Carino.

En 283, Caro murió en Persia, y en consecuencia, sus hijos se convirtieron en sus sucesores sin ningún obstáculo. Carino mantuvo el título de augusto mayor ya que él fue quien pudo mantener el orden y la lealtad de los soldados. Existen evidencias de que continuó la guerra del Danubio que inició su padre y realizó una campaña contra los cuados. El emperador pasó el invierno de 283/284 en Roma, donde asumió el cargo de cónsul por segunda vez esta vez junto a su hermano Numeriano. De allí, fue a Britania, donde realizó una campaña que quedó reflejada en un poema lírico del poeta latino Nemesiano y, después de esta campaña, tanto él como su hermano recibieron el apelativo honorífico de «Británico Máximo» (en latín: Britannicus Maximus).
A pesar de la sucesión dinástica de Carino al trono, la muerte de Caro indujo a algunos individuos ambiciosos o descontentos a intentar usurpar la púrpura imperial. Poco después de recibir la noticia de la confundida muerte de Numeriano en Oriente en noviembre de 284, el prefecto del pretorio Sabino Juliano, se sublevó en Italia. El motín requirió la intervención de Carino, que en ese momento se encontraba en Britania, y en consecuencia, terminó derrotando a los sublevados a principios de 285 cerca de Verona. También hay informes que el corrector de la provincia de Venetia e Istria, Marco Aurelio Juliano, quien en esa época tenía las dos Panonias bajo su control, inició un motín en las provincias del Danubio, aunque terminó siendo derrotado por Carino en Iliria. En varias obras, estos usurpadores a menudo se confunden o son considerados la misma persona.
Mientras tanto, después de la muerte de Numeriano, el ejército oriental se negó a reconocer a Carino como el único gobernante del Imperio romano y por lo tanto, proclamó a uno de sus principales comandantes, un general llamado Diocles, que más tarde tomó el nombre de Diocleciano, bajo el que pasó a la historia.
Después de haber derrotado a Juliano, Carino continuó su marcha hacia Mesia, donde su ejército se encontró con las fuerzas de Diocleciano en la batalla del Margus, en el valle del río Gran Morava, un afluente del Danubio, en julio de 285. Las fuentes difieren sobre los eventos posteriores en las descripciones. Según uno de los relatos, el valor de sus tropas había sido superior a las de Diocleciano y le habían dado la victoria, pero justo en ese momento fue asesinado por un tribuno a cuya mujer había seducido. En otro relato, la batalla aparece como una victoria completa de Diocleciano, en un marco en el que el ejército de Carino desertó en masa al bando contrario. Este segundo relato queda respaldado por el hecho de que Diocleciano mantuviese al comandante de la Guardia Pretoriana de Carino en su puesto a pesar de la victoria. Tras su muerte, Carino fue condenado y su nombre, junto con el de su esposa, fue borrado de todas las inscripciones.

## Cualidades personales
Flavio Vopisco en su biografía de Carino en la «Historia Augusta» habla de él en tonos extremadamente negativos. Recopiló varios relatos sobre el emperador, a pesar de que todos parecen ridículos y banales:

Carino, el libertino mayor de todos los hombres, el más desvergonzado de los adúlteros y de los corruptores de la juventud... llevó la infamia hasta prostituirse él mismo. Escribió al Senado orgullosas cartas. Prometió los bienes de los senadores al populacho más vil, como si formase el pueblo romano. Se casó con nueve mujeres, y repudió a muchas de ellas mientras estaban embarazadas. Llenó el palacio de mímicos, meretrices, pantomimos, cantores y libertinos de profesión... Llevaba pedrería en el calzado y no usaba hebillas sin adornos; estando a veces cubierto de piedras preciosas su tahalí... Los favores más grandes los reservaba para los hombres más corrompidos, convidándoles a todos sus festines. Frecuentemente se vio en su mesa cien libras de aves, ciento de pescado y  mil diferentes clases de carnes. Derramábanse torrentes de vino, y los convidados se encontraban como enterrados entre frutas y melones. En sus habitaciones y comedores se acostaban sobre rosas de Milán.

Es difícil decir en qué medida todas estas afirmaciones son verdaderas. Pero, aparentemente, se basan en la propaganda del principal enemigo Carino, Diocleciano. La visión negativa que recibió Carino se formó por relatos de este tipo, alentados por emperadores posteriores. Pero aun así, hasta cierto punto, los rumores que se extendieron sobre el emperador pudieron ser ciertos, ya que, después de la muerte de Numeriano, los soldados no expresaron el más mínimo deseo de reconocer a Carino como soberano.